# Julija Kasarinowa
Julija Romaniwna Kasarinowa (ukrainisch Юлія Романівна Казарінова; * 2. Januar 1992 in Mykolajiw, Ukrainische SSR; englische Transkription Yuliya Kazarinova) ist eine ukrainische Badmintonspielerin.

## Karriere
Julija Kasarinowa startete 2012 bei den Badminton-Europameisterschaften und 2013 bei den Badminton-Weltmeisterschaften. Bei den Bulgaria Open 2012 belegte sie Rang drei ebenso wie bei den Polish Open 2012. Im gleichen Jahr siegte sie bei den Slovak International 2012, zwei Jahre später bei den Estonian International 2014. Beim Bahrain International Challenge 2013 wurde sie Dritte.